# Fabio Pammolli

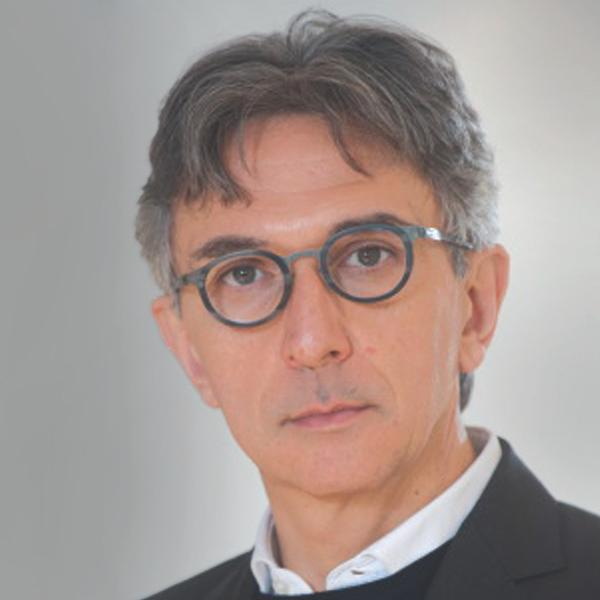
Fabio Pammolli, 2022

Fabio Pammolli (* 11. Januar 1965 in Lucca) ist ein italienischer Wirtschaftswissenschaftler, der seit 2023 als Wirtschaftsberater des Ministers für Finanzen und Wirtschaft der Republik Italien fungiert.

## Biografie
Pammolli studierte von 1983 bis 1987 Wirtschaftswissenschaften und promovierte 1991 an der Universität Pisa. Danach wirkte er ab 1990 als Assistenz-Professor an der Universität Siena und ab 2001 als Professor an der Universität Florenz. Forschungsaufenthalte führten ihn unter anderem an die Boston University, die London School of Economics, das Pariser Sciences Po, die Harvard University, die Northeastern University und das Massachusetts Institute of Technology. Er war 2004 Gründungsrektor der IMT School for Advanced Studies in Lucca und dort als Professor für Wirtschaft und Management tätig. 2016 wurde er an die Polytechnische Universität Mailand berufen. Zwischen dem 1. Januar 2022 und dem 31. Dezember 2022 war Pammolli Präsident der Constructor University (vormals Jacobs University), einer englischsprachigen Campus-Universität in Bremen.
In seiner Arbeit als Wissenschaftler kombiniert Pammolli verschiedene Methoden aus der statistischen Physik und den Wirtschaftswissenschaften. Er deckt so ein breites Spektrum von Themen ab, das die Analyse von Wachstum, Diversifizierung, Instabilität von Unternehmen und Wirtschafts- sowie Finanzsystemen umfasst. Zudem ist er in der Hochschulverwaltung, in verschiedenen Aufsichts- und Beratungsgremium sowie als Autor tätig.

### Weitere Tätigkeiten
Pammolli engagierte sich über seine wissenschaftliche Tätigkeit hinaus. So war er von 2015 bis 2020 Mitglied des Investitionsausschusses des Europäischen Fonds für strategische Investitionen (EFSI) bei der Europäischen Investitionsbank. Gegenwärtig ist er Vorsitzender des Investitionsausschusses von InvestEU, dem neuen Konjunkturprogramm der Europäischen Kommission zur Bereitstellung langfristiger Finanzmittel für Unternehmen und zur Unterstützung der EU-Politik.
Auf Vorschlag des italienischen Finanzministeriums ist Pammolli Mitglied im Board of Directors von ENAV, der nationalen Gesellschaft für Flugassistenz, die in Italien die Flugsicherung verantwortet. In selber Funktion ist er für AREXPO tätig. Das Unternehmen entwickelt das Gelände der Expo 2015 in Mailand weiter. Pammolli ist zudem Mitglied des Strategischen Beirats des Schaffhausen Instituts of Technology, dem Mehrheitsgesellschafter der Constructor University.

## Publikationen (Auswahl)
- F. Pammolli, 2021, Commodity prices co-movements and financial stability: A multidimensional visibility nexus with climate conditions, Journal of Financial Stability, 54 (with A. Flori, A. Spelta).
- F. Pammolli, 2020, The Growth of Business Firms: A Stochastic Framework on Innovation, Creative Destruction and Growth, Cambridge University Press (with H.E. Stanley, S. Buldyrev, M. Riccaboni).
- F. Pammolli, 2020, Economic and social consequences of human mobility restrictions under COVID-19, Proceedings of the National Academy of Sciences, 117 (27) 15530-15535 (with G. Bonaccorsi, F. Pierri, M.Cinelli, A. Flori, A. Galeazzi, F.Porcelli, A.L. Schmidt, C.M. Valensise, A. Scala, W. Quattrociocchi).
- F. Pammolli, 2020 A Behavioral Approach to Instability Pathways in Financial Markets, Nature Communications 1: 1707 (with A. Spelta, A. Flori, N. Pecora, S. Buldyrev).
- Pammolli, 2020, The Endless Frontier? The Recent Upsurge of R&D Productivity in Pharmaceuticals, Journal of Translational Medicine (with L. Righetto, P.G. Pelicci, L. Pani, E. Rabosio).